# Białowieża
Białowieża è un comune rurale polacco del distretto di Hajnówka, nel voivodato della Podlachia, all'interno della foresta di Białowieża a cui ha dato il nome, in prossimità del confine con la Bielorussia. 
Białowieża ricopre una superficie di 203,2 km² e nel 2004 contava 2 671 abitanti.